# Il cliente più ostinato del mondo
Il cliente più ostinato del mondo (in originale in francese Le client le plus obstiné du monde) è un racconto dello scrittore belga Georges Simenon con protagonista il personaggio del commissario Maigret.
Il racconto fu scritto a Sainte-Marguerite-du-Lac-Masson (Québec), Canada, il 2 maggio 1946.

## Trama
Un uomo molto discreto e tranquillo, Raymond Auger, spende l'intera giornata seduto al Café des Ministères, all'angolo tra boulevard Saint-Germain e rue des Saints-Pères. Il cameriere, dopo 16 ore, decide di chiamare l'ispettore Janvier, cognato di sua moglie. Quando lo strano cliente lascia infine il caffè, uno sparo viene sentito nella via. Ma l'uomo colpito non è lui. Maigret inizia l'inchiesta dal bar di fronte, il Chez Léon, dove il morto, alto e magro, poi identificato come Ernest Combarieu, la cui ultima residenza era nel Gabon, ha a sua volta speso quasi tutta la giornata. In un ristorante, À l'Escargot, il commissario trova un cameriere che riconosce in Isabelle Auger la donna dall'aspetto rispettabile che aveva portato via qualcosa da mangiare per il marito.
Un biglietto di treno in tasca al morto porta Maigret e Janvier a Juvisy-sur-Orge, dove è facile identificare l'uomo come cliente di un hotel non lontano dalla casa della coppia Auger. Isabelle ammette, quindi, di aver ucciso Combarieu perché sostiene che quello voleva uccidere suo marito. Sua sorella gemella Marthe, infatti, era stata la moglie di Combarieu, ma lui non voleva credere che fosse morta due anni prima di polmonite, e insisteva a dire che Isabelle fosse lei.

## Edizioni
In francese fu pubblicato per la prima volta nel 1947 presso le edizioni Presses de la Cité, come terzo della raccolta Maigret et l'inspecteur malchanceux. Uscì anche sulla rivista "France-Ilustration", n° 17 di luglio 1948; e su "Enquêtes policières" n° 2, 1973.
In italiano il racconto è uscito per la prima volta come Vi presento Maigret ubriaco, nella “Rivista di Ellery Queen”, n° 17, 1956, e in volume nel 1959 come Il cliente più ostinato del mondo, nella traduzione di Roberto Cantini, parte della raccolta La pipa di Maigret, nella collana Mondadori “Girasole” (n° 128). In seguito è stato pubblicato nella collana “Romanzi di Simenon” (n° 202), ivi, 1962. Presso lo stesso editore, nella traduzione di Marcella Della Torre, in “Inverno Giallo”, è stato intitolato anche L'uomo più ostinato di Parigi. Nel 2015 è uscito come secondo racconto della raccolta Un Natale di Maigret e altri racconti, per la traduzione di Marina Di Leo, presso Adelphi (parte della collana "gli Adelphi", al n° 476).

## Opere derivate
Il racconto è stato adattato in televisione una sola volta, quale
- Episodio dal titolo La morte qui assassina, facente parte della serie televisiva Les enquêtes du commissaire Maigret per la regia di Jean-Claude Youri, trasmesso per la prima volta su Antenne 2 il 18 settembre 1988, con Jean Richard nel ruolo del commissario Maigret.

La RAI nel 1985 ha trasmesso su Radiouno un adattamento radiofonico dal titolo Maigret e il cliente più ostinato del mondo, con Alberto Lionello nel ruolo del celebre commissario..